# 星狡蛛
星狡蛛（学名：Dolomedes stellatus）为盗蛛科狡蛛属的动物。分布于朝鲜、日本以及中国大陆的山西、浙江、四川等地，一般生活于灌木丛、草丛以及旱作农田。该物种的模式产地在日本。
其种加词“stellatus”意为“星斑的”。